# Krašči
Krašči – wieś w Słowenii, w gminie Cankova. W 2018 roku liczyła 242 mieszkańców.